# Bistum Oloron

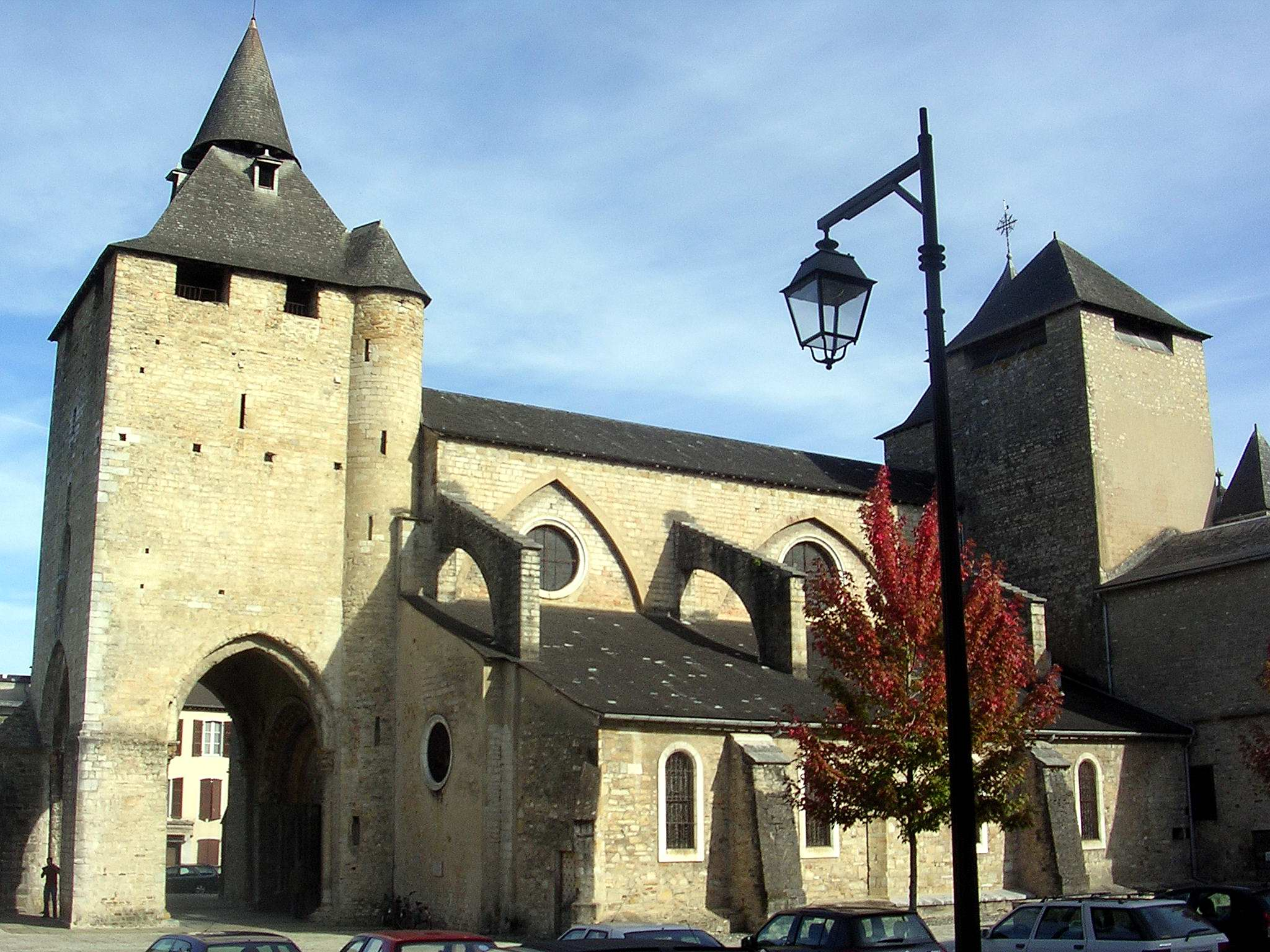
Kathedrale Ste Marie in Oloron-Sainte-Marie

Das französische Bistum Oloron wurde spätestens im 6. Jahrhundert gegründet, ab ungefähr 580 war es aufgrund der Landnahme der Basken verwaist. Erst ab dem Jahr 1056 erhielt es wieder regelmäßig einen Bischof. Einen wesentlichen Beitrag zur Erneuerung des kirchlichen Lebens, auch über das Bistum Oloron hinausgehend und Aquitanien und die Gascogne umfassend, hatte Bischof Amatus von Oloron (1073–1089), der als päpstlicher Legat zahlreiche Provinzsynoden initiierte und später Erzbischof von Bordeaux wurde.
Am 22. Juni 1809 wurde das Bistum, zusammen mit dem Bistum Lescar, als Folge des Konkordats von 1801 in das Bistum Bayonne eingegliedert. Die ehemalige Kathedrale ist seitdem Konkathedrale.